# كاسنجو
كاسنيغو (بالإيطالية: Casnìgh)‏ هي كومونا في مقاطعة بيرغامو في منطقة لومبارديا وتقع على بعد حوالي 70 كيلومتر (43 ميل) شمال شرق ميلانو وحوالي 20 كيلومتر (12 ميل) شمال شرق بيرغامو.
تقع مدينة كاسنيغو على حدود البلديات التالية: جاندينو وكازانو سنات اندريا وفيرتوفا وجولزات وبونتي نوسا وسيني وجورنو وفيرونا سيريو.

## ثقافة
أعلن مجلس مدينة كاسنيغو عن لقب «موطن الباغيت» (مزمار القربة اللومباردي) حيث كان آخر عازف تقليدي للآلة هو جياكومو روجيري كاسنيغو المحلي (1905-1990).

## وصلات خارجية
- الموقع الرسمي